# Enzo Ferrari

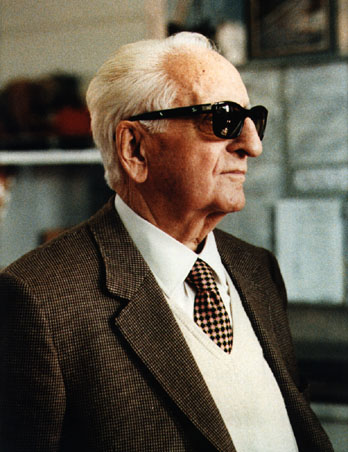
Enzo Ferrari in späteren Jahren

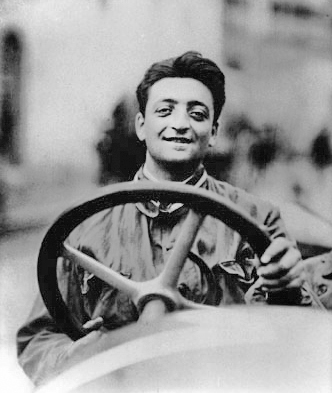
Enzo Ferrari in jungen Jahren

Enzo Anselmo Ferrari (* 18. Februar (amtlicher Eintrag in das Geburtsregister: 20. Februar) 1898 in Modena; † 14. August 1988 ebenda) war ein italienischer Automobilrennfahrer, Rennsportmanager und Gründer des Sport- und Rennwagenherstellers Ferrari.

## Familie
Als Sohn einer oberitalienischen Familie wurde Enzo Anselmo Ferrari am 18. Februar 1898 im Bergland der Region Emilia-Romagna geboren. Seine Mutter war Bäuerin, sein Vater besaß einige Schlossereibetriebe in der Umgebung. In verschiedenen Biografien abweichende Geburtsdaten sind auf die verspätete Anmeldung seiner Geburt wegen der damaligen Witterungsbedingungen zurückzuführen. Ferrari war in erster Ehe mit Laura Garello und in zweiter Ehe mit Lina Lardi degli Adelardi verheiratet und hat zwei Söhne, Alfredo „Dino“ Ferrari (1932–1956) und Piero Ferrari, der heute Vizepräsident von Ferrari ist und einen Anteil von 10 % der Firma besitzt.

## Ausbildung und Anfänge
Enzo Ferrari verließ nach der dritten Klasse die Hauptschule, anschließend arbeitete er in der Schmiede seines Vaters. Auch wollte Ferrari zwischenzeitlich Journalist oder Opernsänger werden. Schon in seiner Jugend interessierte ihn die neu aufkommende Technik der Verbrennungsmotoren. So nutzte er den väterlichen Betrieb, um sein technisches Wissen zu erweitern, anfangs mit Motorreparaturen und später mit ersten Motoren in Eigenbau. Später ließ sich Ferrari deshalb gerne mit dem Titel „Ingegnere“ anreden, obwohl er dazu nie eine formale Ausbildung erhalten hatte.

## Einstieg in den Automobilrennsport

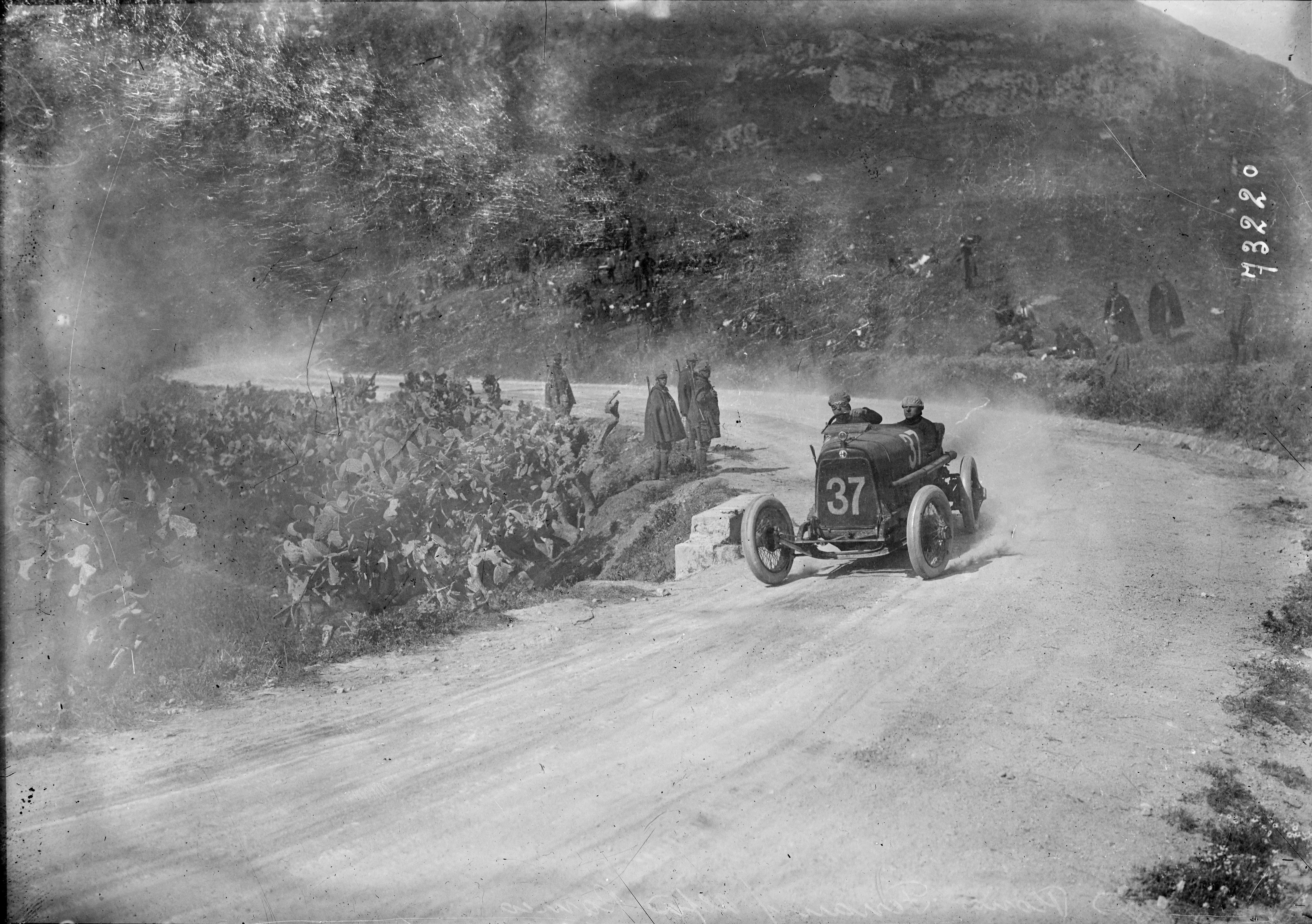
Enzo Ferrari auf Alfa Romeo 20-30 ES bei der Targa Florio 1922

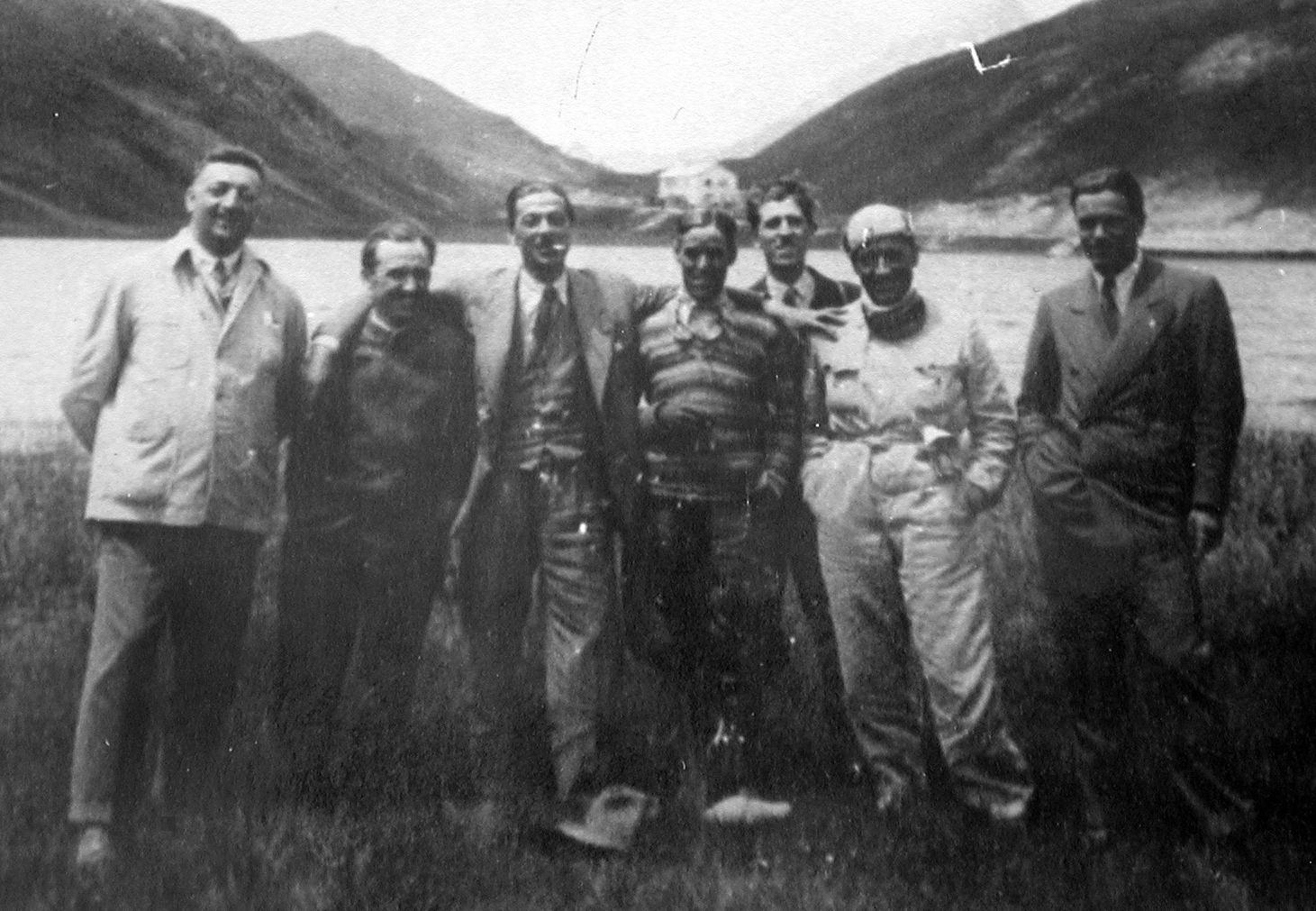
Alfa Romeo Piloten, Ferrari (links) u. a. mit Nuvolari und Varzi um 1930

Wegen seiner Tätigkeit als Kraftfahrzeugschlosser zog es ihn zum aufkommenden Automobilrennsport. Eine entsprechende Bewerbung als Werksfahrer bei dem Automobilhersteller Fiat in Turin war aber nicht erfolgreich. Ersparnisse und private Förderer ermöglichten Ferrari im Jahr 1919 den Aufbau eines eigenen Fahrzeugs, mit dem er fortan an Rennen der Region teilnahm und die Öffentlichkeit auf sich aufmerksam machte. Sein ungewöhnlich früh erworbenes Wissen über leistungssteigernde Verbesserungen an Verbrennungsmotoren, gepaart mit seiner Fähigkeit, diese als Fahrer optimal zu nutzen, brachten ihm schon in den ersten Monaten seiner Rennfahrerkarriere mehrere Siege ein. Sein in der Branche erworbenes Ansehen mündete in der Anstellung als Betriebstestfahrer bei der Firma Costruzioni Meccaniche Nazionali (CMN).
Ferraris Erfolge steigerten das Renommee von CMN, sodass er bereits nach kurzer Zeit zum ersten Werksfahrer aufstieg. Seine Popularität konnte er durch vordere Platzierungen in verschiedenen Bergrennen festigen. Ausschlaggebend für seinen Wechsel zum renommierten Rennstall Alfa Romeo war der vierte Platz beim Bergrennen Parma–Poggio di Berceto, das damals überregionale Bedeutung hatte. Im Jahr 1920 wurde Enzo Ferrari Chefwerksfahrer der Alfa-Crew, nachdem er bei der Targa Florio den zweiten Platz gewonnen hatte. In den 47 Rennen, an denen Enzo Ferrari als Fahrer teilnahm, holte er über ein Dutzend Siege für Alfa Romeo und war damit einer von Italiens erfolgreichsten Rennfahrern.

## Die Gründung des Rennstalls Ferrari
1929 gründete Ferrari seinen eigenen Rennstall, die Scuderia Ferrari mit Sitz in Modena; gefahren wurde weiterhin mit Fahrzeugen von Alfa Romeo. Nachdem Ferrari seine aktive Laufbahn beendet hatte, wurde er stellvertretender Leiter des Alfa-Romeo-Teams. Diese Zusammenarbeit endete 1939 mit der Auflage, dass Enzo Ferrari vier Jahre lang keinen Rennsport mehr betreiben dürfe. Nachdem seine Werkstatt 1943 von alliierten Bombern fast vollständig zerstört worden war, zog der Rennstall von Modena nach Maranello um. 1946 konstruierte die nunmehr unabhängige Scuderia Ferrari erstmals einen eigenen Rennwagen, mit dem im folgenden Jahr der erste Sieg gelang.

## Ferrari in der Formel 1

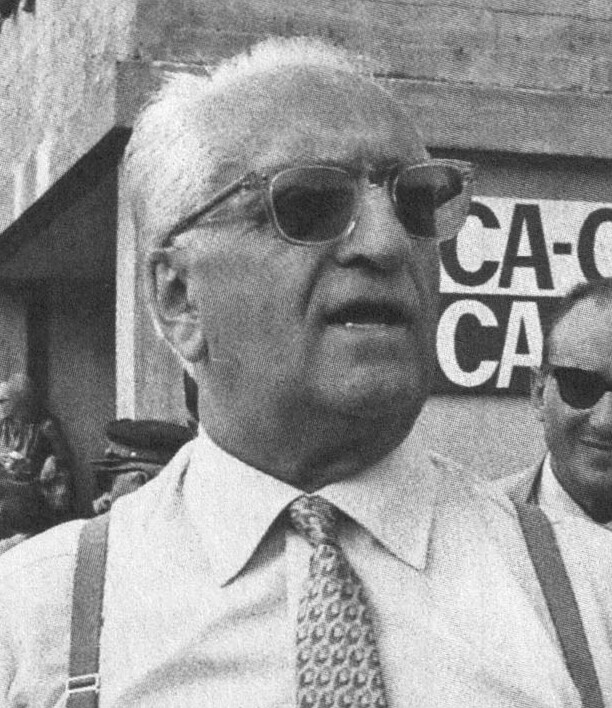
Enzo Ferrari, 1967

Die heutige Formel-1-Weltmeisterschaft startete am 13. Mai 1950 mit dem Großen Preis von Großbritannien in Silverstone. Seit dem zweiten Rennen, am 21. Mai 1950 in Monaco, nahm Ferrari als einziger Wagen- und Motorenhersteller ununterbrochen in jeder Saison mit einem eigenen Rennteam teil – jedoch nicht an jedem einzelnen Rennen, wie oft fälschlich zu lesen ist. So verhinderte ein Pilotenstreik die Teilnahme am Großen Preis von Großbritannien am 18. Juli 1959. In den 1960er Jahren wurden aus Kostengründen einige Überseerennen ausgelassen und schließlich stellte Ferrari zur Mitte der Saison 1973 die Teilnahme an den Grand-Prix-Rennen wegen andauernder Erfolglosigkeit vorübergehend ein. Wegen der kurz zuvor erfolgten Rücknahme der Disqualifikation von James Hunt auf McLaren beim Großen Preis von Spanien sagte die Scuderia Ferrari zudem auch die Teilnahme am Großen Preis von Österreich 1976 ab. Die Scuderia Ferrari ist mit 15 Fahrer- und 16 Konstrukteursweltmeisterschaften das erfolgreichste Formel-1-Team der Geschichte. Der Brite Nigel Mansell gilt als der letzte Formel-1-Pilot, den Enzo Ferrari persönlich verpflichtete.

## Produktion von Straßenwagen
Seit 1946/47 stellt sein Unternehmen auch hochleistungsfähige Straßenwagen her.
Unter der Marke Dino wurden hauptsächlich Straßenfahrzeuge mit V6-Motoren gebaut (Dino 206 GT und GTS, Dino 246 GT und GTS sowie Dino 208 GT4 und 308 GT4 in drei verschiedenen Karosseriespezifikationen). Dino war der Spitzname von Enzo Ferraris erstgeborenem Sohn Alfredo Ferrari. Er starb am 30. Juni 1956 an Muskeldystrophie. Ein Rennwagen wurde später nach ihm benannt. Die Typenbezeichnung lebte Mitte der 1960er Jahre wieder auf, als die ersten Sechszylinder-Sportwagen von Ferrari wegen der Sportgesetze in Zusammenarbeit mit Fiat entstanden. Zur Homologation des Triebwerks für die Formel 2 mussten 2000 Motoren in Serienfahrzeugen eingebaut werden und diese Stückzahl konnte Ferrari ohne Partner nicht erreichen. So ergab es sich, dass dieser Motor im Dino von Ferrari und im Fiat Dino eingesetzt wurde. Auch im Lancia Stratos wurde das Aggregat eingesetzt.
Enzo Ferrari, der wegen seines herrischen Stils il Drago (der Drache) genannt wurde, leitete die Firma bis zu seinem Tod. Den Beinamen Il Commendatore erhielt er nach der gleichnamigen Klasse des Ordens der Krone von Italien, welcher ihm 1927 verliehen wurde.
Nach Enzo Ferrari wurde im Jahr 2002 ein Supersportwagen aus dem Hause Ferrari benannt, der Ferrari Enzo, der Nachfolger des F40 (1987) und F50 (1995). Die Produktion wurde auf nur 400 Fahrzeuge limitiert und an ausgewählte Kunden verkauft. Der 400. und letzte Enzo wurde in einer Benefizauktion zugunsten der Opfer des Seebebens im Indischen Ozean vom 26. Dezember 2004 versteigert.
Enzo Ferrari starb im August 1988 mit 90 Jahren und fand auf dem Cimitero di San Cataldo in seiner Heimatstadt Modena seine letzte Ruhestätte.

## Eponyme
Ein am 28. Juli 1986 entdeckter Asteroid erhielt zu Ehren Enzo Ferraris 1990 den Namen (4122) Ferrari.

## Enzo Ferrari im Film
- 2002: Enzo Ferrari – Eine Geschichte von Leidenschaft und Tod, Dokumentarfilm, Regie Enrico Cerasuolo[5]
- 2003: Enzo Ferrari – der Film, Fernsehfilm, Regie Carlo Carlei; dargestellt durch Sergio Castellitto
- 2013: Rush – Alles für den Sieg (Rush), Regie Ron Howard; dargestellt durch Augusto Dallara
- 2019: Le Mans 66 – Gegen jede Chance (Ford v Ferrari), Regie James Mangold; dargestellt durch Remo Girone
- 2022: Lamborghini: The Man Behind the Legend, Regie Bobby Moresco; dargestellt durch Gabriel Byrne
- 2023: Ferrari, Regie Michael Mann; dargestellt durch Adam Driver

## Veröffentlichungen
- Enzo Ferrari: Meine Memoiren. (italienisch: Le mio gioie terribili). Aus dem Italienischen von Annemarie Innerebner. 3. Auflage. Verlag Moderne Industrie, München 1967, DNB 456609121.[6]